# Dmitrij Borisovič Kabalevskij
Dmitrij Borisovič Kabalevskij (in russo Дмитрий Борисович Кабалевский?; San Pietroburgo, 30 dicembre 1904, 17 dicembre del calendario giuliano – Mosca, 14 febbraio 1987) è stato un compositore e politico sovietico.
Fu considerato uno dei grandi compositori sovietici moderni. Impegnato politicamente, contribuì a fondare l'Organizzazione dei compositori dell'Unione Sovietica (in russo: Союз композиторов СССР). Kabalevski ricevette numerosi riconoscimenti di Stato e per due volte gli fu assegnato il Premio Stalin. Dal 1950 al 1970 fu una figura pubblica in Unione Sovietica.
Il linguaggio musicale di Kabalevski, che svolse anche attività di docente, scrittore e pianista, rifuggì dalle sperimentazioni più ardite; le sue composizioni sono ricche di effetti brillanti e di facile ascolto.

## Biografia
Kabalevskij nacque a San Pietroburgo. Suo padre era un matematico e lo incoraggiò a studiare matematica, sperando seguisse le sue orme. Tuttavia, nei primi anni di vita, egli ha mantenuto una certa passione per le arti, e divenne un giovane pianista, compreso un periodo di tre anni come pianista nei film del cinema muto. Si è anche cimentato nella poesia e pittura.
Nel 1925, contro il volere del padre, accettò un posto al Conservatorio di Mosca, studiando composizione con Nikolaj Jakovlevič Mjaskovskij e pianoforte con Aleksandr Borisovič Gol'denvejzer. Nello stesso anno entrò a far parte del PROKULL (produzione collettiva di Compositori Studenti), un gruppo di studenti affiliato con il Conservatorio di Mosca volto a colmare il divario tra il modernismo della ACM e l'utilitarista musica "Agit-Prop" dell'ARMP. Divenne professore al Conservatorio di Mosca nel 1932.
Durante la seconda guerra mondiale, ha scritto molte canzoni patriottiche, dopo aver aderito al Partito comunista nel 1940, ed è stato il direttore di Sovetskaja Muzyka per la sua edizione speciale in sei volumi pubblicata durante la guerra. Ha anche composto ed eseguito molti pezzi per il cinema muto e musica per il teatro.
Nel 1948, quando Andrej Ždanov dichiarò la sua risoluzione sulle direzioni che la musica sovietica avrebbe dovuto seguire, Kabalevskij era originariamente nella lista dei compositori che erano i più colpevoli di formalismo, tuttavia, a causa delle sue connessioni con ambienti ufficiali, il suo nome è stato rimosso. Un'altra teoria afferma che il nome Kabalevskij era nella lista solo a causa della sua posizione nella leadership dell'Unione dei Compositori Sovietica.
In generale, Kabalevskij non era così avventuroso come i suoi contemporanei in termini di armonia e preferiva un diatonismo più convenzionale, intrecciato con cromatismo e interazione maggiore-minore. A differenza di altri compositori come Sergej Prokof'ev, ha abbracciato le idee del realismo socialista, e le sue opere del dopoguerra sono state caratterizzate come "popolari, dolci, e di successo", anche se questa dichiarazione è attribuita a molti altri compositori del tempo, e ad alcuni dei più famosi "giovani lavori" di Kabalevskij (il Concerto per violino, il primo Concerto per violoncello).
Forse il contributo di Kabalevskij più importante al mondo della creazione musicale è il suo coerente impegno di mettere in relazione i bambini con la musica. Non solo nello scrivere musica specificamente diretta a colmare il divario tra le competenze tecniche per bambini e adulti, ma durante la sua vita ha creato un programma pilota di educazione musicale in 25 scuole sovietiche. Kabalevskij insegnò in una classe di sette anni per un certo tempo, insegnando loro ad ascoltare con attenzione e mettere le loro impressioni in parole. I suoi scritti su questo argomento sono stati pubblicati negli Stati Uniti nel 1988 in Musica ed educazione: un compositore scrive di educazione musicale.
Gli sono state conferite un certo numero di onorificenze di Stato per le sue opere musicali (tra cui tre premi Stalin). Kabalevskij era diventato una forza in educazione musicale. Fu eletto presidente della Commissione di Educazione Musicale Estetica dei Bambini nel 1962, oltre ad essere eletto presidente del Consiglio scientifico dell'Educazione Estetica presso l'Accademia di Scienze Pedagogiche dell'URSS nel 1969. Ha inoltre ricevuto il grado onorario di presidente della Società Internazionale di Educazione Musicale.
Kabalevskij ha scritto per tutti i generi musicali, i suoi pezzi sono stati tutti fedeli agli ideali del realismo sovietico. In Russia, Kabalevskij è noto soprattutto per le sue canzoni vocali, cantate, opere liriche mentre all'estero è conosciuto per la sua musica orchestrale. Egli inoltre ha spesso viaggiato all'estero, era un membro del Comitato sovietico per la difesa della pace, nonché un rappresentante per la promozione di amicizia tra l'Unione Sovietica e paesi stranieri.
Fra suoi allievi si ricorda Leo Smit.
Morì a Mosca il 14 febbraio 1987.

## Opere

### Opere liriche
- Colas Breugnon (op. 2, 1936-1938, rev. 1953, 1969)
- Into the Fire (1942)
- The Taras Family (1947-1950, rev. 1967)
- Nikita Vershinin (1954-1955)
- Spring Sings (1957)
- In the Magic Forest (1958)
- The Sisters (1968-1969)

### Concerti
- Concerto per violino op. 48 in do maggiore (1948)
- 4 concerti per pianoforte e orchestra
  - op. 9 in la minore (1928)
  - op. 23 in sol minore (1935)
  - op. 50 "Youth" in re maggiore (1952)
  - op. 99 "Prague" (1975)
- 2 concerti per violoncello
  - op. 49 in sol minore (1949)
  - op.77 in do minore (1964)

### Sinfonie
- 4 Sinfonie
  - op. 18 in la maggiore (1932)
  - op. 19 in do minore (1934)
  - op. 22 "Requiem" per coro e orchestra (1933)
  - op. 54 in do minore (1956)

### Sonate
- - op. 13 n° 1 per pianoforte in do maggiore
- 3 sonate per pianoforte
  - op. 6 in fa maggiore (1927)
  - op. 45 in mi bemolle maggiore (1945)
  - op. 46 in fa maggiore (1946)
- Sonata per violoncello op. 71 in si bemolle maggiore (1962)

### Musica da camera
- 2 quartetti d'archi
  - op. 8 in la minore (1928)
  - op. 44 in sol minore (1945)

### Altre composizioni
Kabalevski compose anche alcuni brevi pezzi per pianoforte, ognuno dei quali con una ben determinata melodia. Alcuni dei più famosi sono:
1. A Funny Event
2. March
3. Clowns
4. Improvistion
5. A Short Story
6. A Happy Outing
7. A Sort of Rondo

Altre sue opere sono:
- 24 brevi preludi (op. 38, 1924), tratti da canzoni popolari russe di Nikolaj Rimskij-Korsakov.
- 5 Studi in maggiore e minore per violoncello (op. 67)
- Rondò op.59 per pianoforte